# Vitellia (moglie di Lucio Giunio Bruto)
Vitellia (VI secolo a.C.) fu la moglie di Lucio Giunio Bruto, primo console di Roma e fondatore della Repubblica.

## Biografia
Appartenente alla gens Vitellia, era figlia di Vitellio ed aveva due fratelli, Marco e Manio, coinvolti nel tentativo di restaurazione della monarchia a Roma. Si sposò con Lucio Giunio Bruto, personaggio illustre dell'antica Roma, che ebbe ruolo centrale nella fine della monarchia a Roma e nella fondazione della Repubblica Romana. 
Nell'Ab Urbe condita di Livio si legge di Lucrezia, modello di virtù romana, che dopo essere stata stuprata da Sesto Tarquinio, figlio dell'ultimo re di Roma, si tolse la vita per il disonore. Così, Lucio Giunio Bruto, marito di Vitellia, giurò sul cadavere della donna di vendicarne l'oltraggio e porre fine alla monarchia a Roma. Cacciato il re, Bruto venne eletto primo console di Roma, insieme a Lucio Tarquinio Collatino.
Dopo essere stati esiliati da Roma, i Tarquini tentarono di ricostruire la monarchia, aiutati dai fratelli di Vitellia, Marco e Manio, che coinvolsero nel complotto anche i propri nipoti Tito e Tiberio, figli di Bruto e Vitellia. Durante un banchetto tra i congiurati, tenuto in casa dei Vitelli, uno schiavo denunciò la questione ai consoli, che arrestarono i traditori. A Bruto, console in carica, toccò così l'ingrato compito di infliggere la condanna ai propri figli. I due giovani vennero legati nudi ad un palo, flagellati e infine decapitati sotto gli occhi del genitore, stravolto dal dolore paterno.

## Nell'arte e nella letteratura

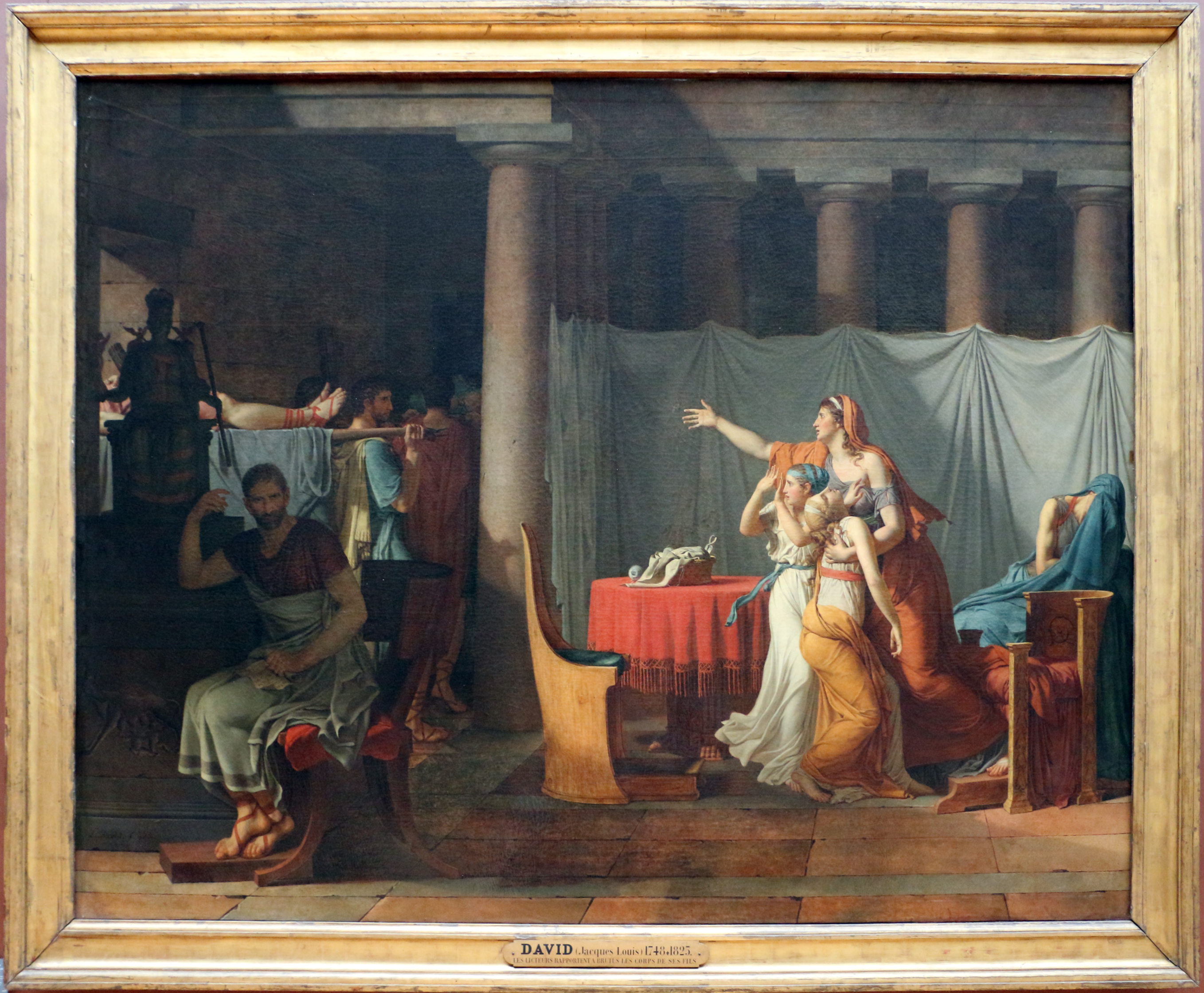
I littori riportano a Bruto i corpi dei suoi figli, Jacques-Louis David, 1789, Musée du Louvre, Parigi

Jacques-Louis David rappresenta questo episodio della storia arcaica di Roma nel 1789, in concomitanza con lo scoppio della Rivoluzione Francese. Il dipinto rappresenta i littori, riconoscibili dai fasci, mentre riportano a Bruto e Vitellia i cadaveri dei loro figli.
Il quadro è diviso in due parti, complementari per luce, colori, figure rappresentate ed emozioni veicolate. A destra della scena, in una zona illuminata e caratterizzata da colori caldi, le donne della famiglia si disperano: Vitellia tende il braccio verso i corpi dei figli, mentre sostiene due giovani, una delle quali ha perso i sensi, mentre l’altra si copre il volto con le mani; dietro di loro una ragazza si nasconde dietro un mantello.
A questa rappresentazione ricca di pathos, si contrappone la parte a sinistra, scura e grave. Bruto è dipinto seduto nella penombra, in silenzio, mentre volge le spalle alla scena. Dallo sguardo torvo e impassibile traspare l’austerità che lo ha portato a condannare a morte i propri figli per aver tradito la patria. La consapevolezza del tragico gesto compiuto e il dolore paterno vengono però rivelati dalla posizione tesa dei piedi e dalla mano che stringe in mano una lettera, quasi strappandola. La tacita ed eroica sofferenza dell’uomo si scontra con la patetica manifestazione di dolore delle donne.
Con questo dipinto, David abbraccia gli ideali della rivoluzione, presentando Bruto come modello di onore e fedeltà alla patria, tale da trascendere i legami familiari e portare a infliggere giuste punizioni ai traditori, a qualsiasi costo. Come in molti altri dipinti di David, viene inserito il tricolore francese, attraverso i tessuti nella scena di destra.  
La figura di Vitellia viene altresì rappresentata nella tragedia Lucio Giunio Bruto scritta dall'abate Antonio Conti e nel melodramma Le varietà di fortuna in Lucio Iunio Bruto, l'autore della libertà romana composta da Antonio Draghi e rappresentato il 18 giugno 1692 alla Favorita di Vienna.